# Gino Bianco

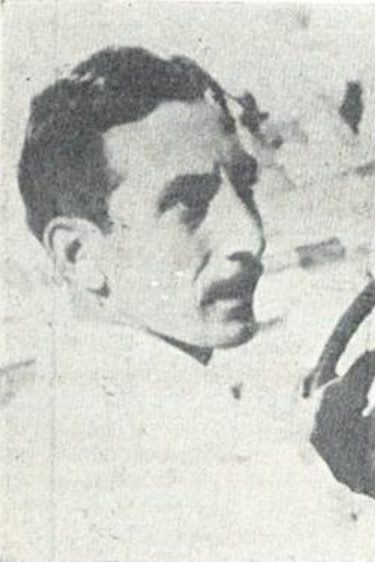
Gino Bianco

Luigi Emilio Rodolfo Bertetti Bianco, beter bekend als Gino Bianco (Milaan, 22 juli 1916 – Rio de Janeiro, 8 mei 1984) was een Braziliaans Formule 1-coureur. Hij emigreerde als kind naar Brazilië en racete daar. Hij reed in 1952 4 Grands Prix voor het team Escuderia Bandeirantes.